# Ёнэда Ко
Ёнэда Ко (яп. ヨネダコウ Ёнэда Ко:, род. 28 декабря 1985 года) — мангака, прославившаяся мангой в жанре яой.
Ёнэда Ко дебютировала как мангака в 2009 с Doushitemo Furetakunai (Не касаясь друг друга), мгновенно ставшей коммерчески успешной и получившей одобрительные отзывы критиков. Особую популярность приобрела её манга Saezuru Tori wa Habatakanai (Певчая птица крыльями не машет), кроме того, издала серию додзинси (независимых комиксов) под общим названием циклов «Raw» и «NITRO Koutetsu».

## Список работ
- 2007: Ore ni Koi Shite Dousunda (яп. 俺に恋してどうすんだ Why Are You in Love with Me Anyway) — публиковалась в журнале Rutile компании Gentosha. Выпуск был прекращен.
- 2008: Doushitemo Furetakunai (яп. どうしても触れたくない, «Не касаясь друг друга») — дебютная работа мангаки. В Японии 1 том был издан Taiyo Tosho. Манга лицензирована в США, Тайване, Южной Корее, Франции, Польше, Италии и Испании, также издавалась в Таиланде.[4][5] По мотивам истории снята дорама.[6].
- 2008: Yorube Naki Mono (яп. 寄る辺無き者 People With No Place to Go) — в Японии 1 том публиковался в журнале Craft издательства Taiyo Tosho.
- 2008: NightS (яп. ナイツ Kanjou Spectrum) — коммерчески успешное издание, переиздававшееся 6 раз[7]. В Японии 1 том публиковался в журнале Magazine Be x Boy , затем был издан Libre Shuppan. Манга получила третье место в 2014 премии BL Awards[8]
- 2009: Eros in the Stoic (яп. エロス・イン・ゼ・ストイック) — короткая манга, вышедшая в журнале Baby компании Fusion Product.
- 2011: Saezuru Tori wa Habatakanai (яп. 囀る鳥は羽ばたかない, «Певчая птица крыльями не машет») — на сегодняшний день самая успешная манга Ёнэды Ко, получившая премию BL Awards 2014[2] и вошедшая в список премии FRaU Comic Award 2015[9]. Была издана Taiyo Tosho в шести томах. История лицензирована к изданию в США, Тайване, Южной Корее, Франции, Польше, Италии и Испании[10][11]. Аниме-адаптация истории выходит на экраны в феврале 2020[12]
- 2015: Rainy Days, Yesterday (яп. レイニーデイズ、イエスタデイ) — выходит в журнале Be x Boy Gold Libre Shuppan.